# 以色列的种族主义
以色列境内的种族主义包括在以色列境内所发生的各种形式和表现的种族主义，不论肇事者和受害者的肤色或信仰，也不论其公民身份、居住地或访客身份。
然而更确切的，在以色列的背景下，以色列的种族主义指的是：
- 以色列犹太人针对以色列阿拉伯人的种族歧视[1]
- 犹太教内各犹太民族分裂的种族主义(特别是针对埃塞俄比亚犹太人)[2]
- 历史性的和当前的针对米兹拉希犹太人与对有色人种犹太人的种族歧视，和
- 以色列阿拉伯人针对以色列犹太人的种族歧视。

以色列犹太人对以色列穆斯林阿拉伯人的种族主义存在于体制政策、个人态度、媒体、教育、移民权利、住房、社会生活和法律政策中。据说，德系犹太人中的一些人也对其他背景的犹太人持歧视态度，包括对埃塞俄比亚犹太人、印度犹太人、米兹拉犹太人、西班牙系犹太人等。尽管德系犹太人和西班牙裔/米兹拉希姆族之间的通婚在以色列越来越普遍，社会融合也在不断进步，但差异仍然存在。埃塞俄比亚犹太人尤其受到非黑人犹太人的歧视。有人认为，埃塞俄比亚犹太人“变成白人”的情况类似于一些美国的欧洲裔移民，例如在19世纪末和20世纪初到达美国的波兰人和意大利人。
以色列有广泛的反歧视法，禁止政府和非政府实体基于种族、宗教和政治信仰的歧视，并禁止煽动种族主义。以色列政府和以色列境内的许多团体努力同种族主义进行斗争。以色列是《消除一切形式种族歧视国际公约》的缔约国，并是《反对教育歧视公约（页面存档备份，存于）》的签署国。2014年10月，以色列总统鲁文·里夫林在一次学术会议上宣布，以色列终于到了实现其作为一个平等国家的承诺的时候了，是治愈种族主义流行病的时候了。“以色列社会是病态的，治疗这种疾病是我们的责任。”里夫林说。